# Ellis Rastelli
Ellis Rastelli (Cortemaggiore, 18 gennaio 1975) è un ex ciclista su strada italiano.
Professionista dal 1998 al 2004, conta un successo di tappa al Giro d'Italia.

## Carriera
Buon passista sovente utilizzato per compiti di gregariato, riesce a ritagliarsi spazi che gli permettono di vincere una frazione al Regio-Tour ed una all'Euskal Bizikleta.
Il momento più importante della sua carriera è datato 20 maggio 2001, quando regola i sedici compagni di fuga, imponendosi nella prima tappa del Giro d'Italia 2001.

## Palmarès
- 1996 (dilettanti)

Trofeo Papà Cervi
- 1997 (dilettanti)

Freccia dei Vini
Giro del Montalbano
Coppa d'Inverno
- 1998 (Brescialat, una vittoria)

5ª tappa Regio-Tour (Vogtsburg > Vogtsburg)
- 1999 (Liquigas-Pata, una vittoria)

2ª tappa Euskal Bizikleta (Villabona > Muxica)
- 2001 (Liquigas-Pata, una vittoria)

1ª tappa Giro d'Italia (Giulianova > Francavilla al Mare)

## Piazzamenti

### Grandi Giri
- Giro d'Italia

1998: fuori tempo (17ª tappa)
2001: 85º
2002: 123º
2004: 73º
- Vuelta a España

2000: ritirato (16ª tappa)
2004: ritirato (19ª tappa)

### Classiche monumento
- Milano-Sanremo

1999: 122º
2000: 99º
2001: 122º
- Parigi-Roubaix

1998: ritirato
- Liegi-Bastogne-Liegi

1998: ritirato
2001: 72º
2002: 67º
2003: 54º
2004: 113º
- Giro di Lombardia

1998: ritirato
2000: ritirato
2002: 61º
2003: ritirato